# Токкэби
Токкэби́ (кор. 도깨비) — мифические существа из корейской мифологии и фольклора. Токкэби, также известные как «корейские гоблины» — дословно: «ккэби» (кор. 깨비) — духи природы или сверхъестественные существа, обладающие необычайными силами и способностями. Они взаимодействуют с людьми, иногда проказничая, а иногда помогая. В легендах они предстают в различных образах и формах, их даже называют «существами с тысячей лиц». Токкэби часто носят традиционную корейскую одежду — ханбок.

## Происхождение
Первые упоминания о токкэби встречаются в сказке эпохи Силла «Госпожа Дохва и холостяк Бихён». Эта сказка включена в сборник «Самгук юса» («Записи о трёх царствах»), составленный в период Корё. Образы токкэби часто встречаются в антологиях народных сказок, созданных в эпоху Чосон.

## Характеристики
Токкэби отличаются от призраков, называемых по-корейски квисин (кор. 귀신), тем, что они не образуются после смерти человека. Вместо этого, токкэби появляются благодаря вселению духов в неодушевлённые предметы, такие как старые выброшенные хозяйственные инструменты, например, мётлы, или предметы, запачканные человеческой кровью.
Образы токкэби многообразны и менялись с течением времени, но неизменно сохраняли устрашающий и внушительный вид. Наиболее распространённое изображение токкэби основано на изображениях, встречающихся на древней черепице.
В различных мифологических версиях токкэби приписываются различные атрибуты. В некоторых случаях их изображают безобидными, но проказливыми существами, которые разыгрывают людей или вызывают заблудившихся путников на поединок ссирым за право пройти. Токкэби чрезвычайно искусны в борьбе, и их невозможно победить, если не использовать правую сторону[уточнить]. В других сказках у токкэби только одна нога, и для победы над ними необходимо зацепить их за эту ногу и подтолкнуть.
Огнём токкэби называют мерцающий свет или высокие синие языки пламени, которые предвещают появление этих существ.
Одним из них является шапка токкэби, называемая токкэби камтху (кор. 도깨비 감투), которая дарует владельцу способность становиться невидимым. Другой предмет — волшебная палица токкэби панманъи (кор. 도깨비 방망이), с помощью которой можно вызывать предметы и которая по сути является волшебной палочкой. Считается, что токкэби любят гречневую желе[уточнить], лепёшки из сорго и красной фасоли, пюре из сорго и напитки. Поэтому во время ритуала токкэби коса (кор. 도깨비 고사) людям следует подносить еду, которую любят эти существа. 

## Способности
Согласно поверьям, токкэби обладают огромными сверхъестественными способностями. Они могут как даровать людям богатый урожай, большой улов и удачу, так и защищать от злых духов.
В зависимости от региональных традиций, существуют различные практики:
- Призывающие токкэби для получения удачи[4];
- Изгоняющие тех токкэби, которых считают причиной неудач, пожаров и инфекционных заболеваний[7].

На острове Чеджудо существует дурингус — церемония исцеления от психических заболеваний, которая, как полагают, отгоняет токкэби от пациента, подобно тому, как отгоняет от человека плохую энергию.

## Легенды
Токкэби являются частыми персонажами корейских легенд. Во многих рассказах они разыгрывают смертных или наказывают их за злодеяния.
Одна из таких легенд повествует о старике, живущем в одиночестве на горе. Однажды его дом посетил токкэби. Удивлённый, но добрый старик угостил гостя алкогольным напитком, и они подружились. Токкэби часто навещал старика, и они вели долгие беседы. Однако однажды, прогуливаясь в лесу у реки, старик заметил, что его отражение стало похоже на токкэби. Испугавшись, он понял, что постепенно превращается в это существо.
Чтобы избежать превращения, старик придумал план. Он снова пригласил токкэби в дом и спросил: «Чего ты больше всего боишься?» Токкэби ответил: «Я боюсь крови. А чего боишься ты?» Старик притворился испуганным и сказал: «Я боюсь денег. Поэтому живу один в горах». На следующий день старик убил корову и облил кровью весь дом. Токкэби в шоке и гневе убежал, пообещав вернуться с самым большим страхом старика.
На следующий день токкэби принёс мешки с деньгами и бросил их старику. После этого токкэби больше не появлялся, а старик стал самым богатым человеком в округе.

## Типы
Хотя токкэби не имеют фиксированной формы, некоторые источники классифицируют их по следующим типам:
- Чхамдоккэби (кор. 참도깨비 — настоящий токкэби): озорное существо, противопоставляется кэдоккэби.
- Кэдоккэби (кор. 개도깨비 — собачий токкэби): злобное существо, противопоставляется чхамдоккэби.
- Кимсобан токкэби (кор. 김서방 도깨비 — господин Ким токкэби): глуповатый токкэби, внешне напоминающий фермера.
- Наттоккэби (кор. 낮도깨비 — дневной токкэби): в отличие от других токкэби, появляются днем. Известны тем, что могут одаривать людей шапками-невидимками (токкэби камтху).
- Кодоккэби (кор. 고도깨비 — высокий токкэби): известны своим мастерством в бою и владением оружием, особенно стрелами.
- Каксидоккэби (кор. 각시도깨비 — дева токкэби) и чхонъгакдоккэби (총각도깨비 — холостяк токкэби): токкэби, известные своей способностью привлекать людей.
- Венундоккэби (кор. 외눈도깨비 — одноглазый токкэби): обладает одним глазом и отличается большим аппетитом.
- Ведаридоккэби (кор. 외다리도깨비 — одноногий токкэби): обладает одной ногой и любит корейскую борьбу ссирым.